# Berliet GVE
Der Berliet GVE war ein vom französischen Kraftfahrzeughersteller Berliet in Lyon ab 1926 als Langhauber hergestellter schwerer Lkw.

## Geschichte und Technik
Der Berliet GVE erhielt im September 1926 seine allgemeine Betriebserlaubnis. Er hatte den Vierzylinder-Ottomotor des Typs MLB mit 110 mm Bohrung und 140 mm Hub, der in ähnlicher Variante bereits im Berliet CBA des Jahres 1915 eingebaut worden war. Das Fahrzeug war steuerlich mit 15 CV eingestuft, die bei 900/min abgegebene effektive Höchstleistung wird – damaliger Sitte in Frankreich folgend – in den Quellen nicht angegeben, dürfte aber bei etwa 35 PS gelegen haben. Die Motorkraft wurde mittels Kardanwelle auf die Hinterräder übertragen. Die Nutzlast lag bei 6,5 Tonnen.
Es gab eine Variante mit der Typenbezeichnung Berliet GVEG mit Holzgas-Motor. Die allgemeine Betriebserlaubnis wurde am gleichen Tag (19. September 1926) erteilt, der Motor hatte die gleichen Zylindermaße wie die Ausgangsversion. Das Fahrzeug war steuerlich mit 12 CV eingestuft, die bei 900/min abgegebene effektive Höchstleistung wird in den Quellen nicht angegeben, dürfte aber etwas unter der des Berliet GVE gelegen haben. Die Nutzlast wird -gleich dem Typ GVE- mit 6,5 Tonnen angegeben.
Für den Berliet GVE wurden die Chassisnummern 50001–52000 (also 2000 Stück) reserviert, hierin sind allerdings die Typen Berliet GDH und Berliet CBO eingeschlossen. Damit ist indessen über die tatsächlich gebaute Stückzahl nichts gesagt: Üblicherweise wurden die reservierten Nummern nicht vollständig vergeben, und wir wissen nicht, wie viele der Chassisnummern an die Typen GDH und CBO vergeben wurden und ob die Variante Berliet GVEG hierin eingeschlossen war. Ebenso ist zum Produktionsende nichts überliefert. Theoretisch ist es möglich, dass der Typ zwar angeboten, jedoch außer dem Prototyp kein einziges Stück gebaut wurde.

### Originalquellen
Eine Publikation, in der alle vor 1945 gebauten Berliet-Typen individuell abgehandelt wären, gibt es nicht. Neben der unten erwähnten Literatur wurde auf folgende in der Fondation Berliet verwahrte Originalunterlagen zurückgegriffen:
- "Fiches des Mines": Es handelt sich um die Unterlagen zur Erteilung einer allgemeinen Betriebserlaubnis, hierfür ist in Frankreich der "Inspecteur des mines" sachlich zuständig. Diese Unterlagen sind chronologisch geordnet und nummeriert. Nicht zu jedem Typ bzw. Variante gibt es entsprechende Unterlagen, teils, weil sie wohl als Untervarianten eines Typs verstanden wurden, für den eine gesonderte Erlaubnis nicht erforderlich war, teils wohl, weil diese Unterlagen im Laufe der letzten 100 Jahre verlorengegangen sind. Bei Militärtypen gibt es Hinweise, dass eine Betriebserlaubnis direkt durch militärische Dienststellen erfolgte, was entsprechende "fiches des mines" überflüssig machte. Die Quellenbezeichnung lautet: "Fiches No...."
- "Etat des véhicules utilitaires et autobus declares aux mines depuis 1920", eine 15-seitige Zusammenstellung vom 1. Dezember 1941, enthält insbesondere die reservierten Chassisnummernbänder, die jedoch vielfach nicht vollständig ausgeschöpft wurden, einige Typen bzw. Varianten werden nicht erwähnt, Quellenbezeichnung lautet: "Etat S..."
- "Nombre de véhicules construits de 1930 à 1942", siebenseitige Zusammenstellung der zwischen 1930 und 1942 gebauten Stückzahlen an Nutzfahrzeugen, erstellt wohl 1943, erste Seite teilweise irreparabel verderbt, teilweise werden mehrere Typen bzw. Varianten zusammengefasst, Quellenbezeichnung lautet: "Nombre S...."

### Sonstige Literatur
- Monique Chapelle: Berliet. 1. Auflage. EMCE, Saint-Chamond 2016, ISBN 978-2-35740-049-8.
- Christophe Puvilland: Berliet 1905–1978, toute la gamme omnibus, autocars, autobus et trolleybus. 1. Auflage. histoire&collections, Paris 2008, ISBN 978-2-35250-059-9.
- François Vauvillier: Tous les Berliet militaires 1914–1940, vol.1: les camions. histoire&collections, Paris 2019, ISBN 978-2-35250-496-2.